# Bobin (województwo małopolskie)
Bobin – wieś w Polsce położona w województwie małopolskim, w powiecie proszowickim, w gminie Proszowice.
| SIMC    | Nazwa             | Rodzaj     |
| ------- | ----------------- | ---------- |
| 0331599 | Kobiela           | przysiółek |
| 0331553 | Kolonia Dolna     | część wsi  |
| 0331560 | Kolonia Górna     | część wsi  |
| 0331576 | Kolonia od Kuchar | część wsi  |
| 0331582 | Stara Wieś        | część wsi  |

## Historia
Pod koniec XIX wieku według Słownika geograficznego Bobin należał do powiatu pińczowskiego, w gminie Kościelec (parafia Bobin – dekanat pińczowski). Posiadał dworski park nad rzeką, murowany kościół oraz najprawdopodobniej znajdował się tutaj dom schronienia dla starców i kalek oraz szkoła początkowa. W 1827 roku było tutaj 57 domów i 273 mieszkańców.
W latach 1954–1961 wieś należała i była siedzibą władz gromady Bobin, po jej zniesieniu w gromadzie Kościelec. W latach 1975–1998 miejscowość administracyjnie należała do województwa krakowskiego.

## Zabytki
Obiekty wpisane do rejestru zabytków nieruchomych województwa małopolskiego.
- Kościół parafialny pw. św. Anny, dzwonnica, plebania, ogrodzenie;
- park dworski.
Park został założony w XVIII wieku, stanowi wydłużony prostokąt z płaskim terenem w połowie długości, gdzie stał dwór. Na wschodnim końcu parku znajduje się staw z otwarciem na daleki krajobraz łęgowy doliny rzeki. Park ozdobny w Bobinie, związany z dawną siedzibą dworską, zachował czytelny układ kompozycyjny i drzewostanu o wartościach dendrologicznych. Na terenie parku między innymi rosną trzy drzewa uznane za pomniki przyrody tj. dwa wiązy szypułkowe oraz miłorząb dwuklapowy.